# Theodor Berger (Politiker)
Theodor Berger (* 3. August 1875 in Schwandt, Gemeinde Waldburg in (Oberösterreich); † 18. Oktober 1956 in Neumarkt im Hausruckkreis) war ein oberösterreichischer Politiker, Lehrer und Volkskundler.

## Leben
Nach seiner Schulzeit in Kremsmünster, besuchte Berger die Lehrerbildungsanstalt in Linz, die er 1896 mit der Lehrbefähigungsprüfung abschloss. In seiner Lehrtätigkeit wirkte er als Schulleiter in Kimpling, danach bis 1935 als Volksschuldirektor in Kallham. 1914–1934 war er Mitglied des Bezirksschulrates Grieskirchen.
Neben seiner politischen und lehrenden Tätigkeit pflegte er volkskundliche und heimatgeschichtliche Forschungen, welche er teilweise auch publizierte. Er verfasste 80 Aufsätze, vor allem über Redensarten, Sprichwörter, Weihnachtslieder und Krippenspiele. 1932 war er Ehrenbürger von Neumarkt und Kallham. Der umfangreiche Nachlass wurde 1956 nach testamentarischem Wunsch dem Oberösterreichischen Landesarchiv übergeben.

## Politik
Als Politiker stand er der Heimwehrbewegung und dem Landbund nahe und war 1919–1925 Abgeordneter zum Oberösterreichischen Landtag (XII. Wahlperiode), danach bis 1931 Bundesrat (fraktionslos, II., III. und IV. Gesetzgebungsperiode).